# جون وايت (لاعب هوكي الحقل)
جون وايت (بالإنجليزية: Jon Wyatt) هو لاعب هوكي الحقل بريطاني، ولد في 12 فبراير 1973.

## وصلات خارجية
- جون وايت على موقع اللجنة الأولمبية الدولية (الإنجليزية)
- جون وايت على موقع أوليمبيديا (الإنجليزية)
- جون وايت على موقع اللجنة الأولمبية البريطانية (الإنجليزية)
- جون وايت على موقع اتحاد ألعاب الكومنولث (مؤرشف) (الإنجليزية)